# San Lorenzo, Suchitepéquez
San Lorenzo är en kommunhuvudort i Guatemala.   Den ligger i kommunen Municipio de San Lorenzo och departementet Departamento de Suchitepéquez, i den sydvästra delen av landet, 110 km väster om huvudstaden Guatemala City. San Lorenzo ligger 226 meter över havet och antalet invånare är 2 165.
Terrängen runt San Lorenzo är platt åt sydväst, men åt nordost är den kuperad. Terrängen runt San Lorenzo sluttar söderut. Runt San Lorenzo är det ganska tätbefolkat, med 160 invånare per kvadratkilometer. Närmaste större samhälle är Mazatenango, 5,8 km norr om San Lorenzo. I omgivningarna runt San Lorenzo växer huvudsakligen savannskog.